# Андрей Топия
Андреа Топия (в старой литературе Андрей Топия) (ум. после 1479) — албанский феодал из рода Топия. В состав его домена входила территория Скурии (земли между Дураццо и современной Тираной). Один из основателей Лежской лиги.

## Семья
Андрей Топия был племянником Карла Топия (ум. 1388).
После битвы при Савре в 1385 году Албания попала под сильное влияние османского султана и постепенно большая её часть была включена в состав Османской империи под названием — санджак Албания. Андрей Топия восстал против османского владычества в 1432 году и разбил небольшой отряд турок в горах Центральной Албании. Его победа вдохновила остальных албанских лидеров, особенно Георгия Арианити, поднять восстание против турок-османов.
Вместе со своим племянником Танушем Топия участвовал в 1444 году в создании Лежской лиги, военно-политического союза албанских феодалов во главе со Скандербегом. В состав лиги вошли Лека Захария, Пётр Спани, Лека Душмани, Георгий Арианити, Теодор Музаки и Стефан Черноевич с сыновьями.
Андрей Топия носил титул правителя Скурии (возле Дураццо).
Албанский хронист Гьон Музаки сообщал, что Андрей Топия был одним из членов Лежской лиги, который пережил взятие турками-османами Шкодера в 1479 году.

## Упоминания в литературе
Итальяно-албанский писатель Джираломо де Рада в 1839 году написал свою работу «Canti storici albanesi di Serafina Thopia, moglie del principe Nicola Ducagino» (Албанские исторические песни Серафины Топи, жены князя Николаса Дукаджини) о несостоявшейся любви Серафины Топия и Босдаре Стреза (албанские «Ромео и Джульетта»). Серафина, которая в этой песне была дочерью Андрея Топия, принесла в жертву свою любовь к Босдаре и вышла замуж за Николаса Дукаджини, чтобы помочь объединиться Южной и Северной Албании в борьбе против турок-османов.